# Souvorov (ville)
Pour les articles homonymes, voir Souvorov (homonymie).
Souvorov (en russe : Суворов) est une ville de l'oblast de Toula, en Russie, et le centre administratif du raïon de Souvorov. Sa population s'élevait à 18 299 habitants en 2013.

## Géographie
Souvorov est située à 50 km au sud de Kalouga, à 73 km à l'ouest de Toula et à 196 km au sud-ouest de Moscou.

## Histoire
Le village de Souvorova (Суворова) est connu depuis le XVe siècle. Souvorov accéda au statut de commune urbaine en 1951 puis à celui de ville en 1954.

## Population
Recensements (*) ou estimations de la population
| 1959*  | 1970*  | 1979*  | 1989*  |
| ------ | ------ | ------ | ------ |
| 14 143 | 16 919 | 19 343 | 21 885 |

| 2002*  | 2010*  | 2012   | 2013   |
| ------ | ------ | ------ | ------ |
| 21 213 | 18 973 | 18 610 | 18 299 |